# Serkalem Fasil
Serkalem Fasil (Amharic: ሰርካለም ፋሲል; born c. 1978) là một nhà báo Ethiopia và là đồng sáng lập của tờ báo Asqual, Menilik, và Satenaw.

## Sự nghiệp
Năm 1997, Fasil bắt đầu sự nghiệp báo chí của bà tại tờ báo Wenchef. Vào năm sau đó vào tuổi hai mươi, bà đã sáng lập tờ báo của riêng mình, Menilik, và mở nhà xuất bản cho chính mình. Sau đó bà bắt đầu một tờ báo thứ hai, Asqual, và tới năm 2001, là tờ báo, Satenaw. Bà đóng vai trò Menilik's biên tập viên và nữ chủ tịch của hội đồng Satenaw'.
Tháng 11 năm 2005, Fasil bị bắt giữ cùng với mười ba phóng viên khác, bao gồm cả chồng bà Eskinder Nega, sau khi xuất bản các bài báo chỉ trích các hành động của chính phủ Ethiopia trong Tổng tuyển cử Ethiopia năm 2005. Fasil và những người bị bắt bị cáo buộc tội danh "phản loạn, chống đối Hiến pháp và có âm mưu vũ trang".
Tổ chức Ân xá Quốc tế xác định bà làm một tù nhân lương tâm, người đã không bảo trợ cũng như không sử dụng vũ lực. Bà bị giam tại Nhà tù Kâliti ở Addis Ababa trong một buồng giam có chuột, gián và đầy bọ chét. Trong tù, Fasil đã hạ sinh con trai của Nega. Bà được phóng thích vào ngày 10 tháng 4 năm 2007 bởi lệnh ân xá của tổng thống, cùng với chồng và 27 người khác.
Fasil được trao "Giải thưởng Dũng cảm Báo chí" bởi IWMF (Quỹ Truyền thông Phụ nữ Quốc tế) vào năm 2007. Bà đã hiến tặng tiền thường cho Tổ chức Ân xá Quốc tế nhằm cảm ơn vì đã giúp bà thoát khỏi nhà tù.